# Ximena Mil
Ximena Milagros Hernández Muro (Lima, 19 de abril de 1991), más conocida como Ximena Mil, es una diseñadora gráfica, ilustradora, muralista, acuarelista y tatuadora peruana. Es considerada como pionera del estilo Handpoke (Tatuaje sin Máquina) en el Perú y por la apertura de su propio concepto de tatuajes rituales denominados como "Akashic Tattoo".

## Estudios
Estudió en la Facultad de Arte en la Pontificia Universidad Católica del Perú y egresó como bachiller en Artes Plásticas con mención en Diseño Gráfico. Años posteriores, realizó cursos cortos para especializarse en la técnica de acuarela en Buenos Aires, Argentina.  Asimismo, realizó un máster en Ilustración Editorial y publicitaria en el LABASAD (Barcelona School of Arts and Design) de España.

## Línea artística
Ximena Mil ha desarrollado su práctica artística en diversos soportes tales como murales, pinturas, esculturas y esencialmente en el Tatuaje Handpoke (tatuaje sin máquina). Este último lo realiza bajo rituales mágicos y la lectura de Registros Akáshicos.
La línea base de su producción artística se basa en la naturaleza, la espiritualidad y el realismo mágico con cosmovisiones andino-amazónicas. Entre el 2018 y 2019, como muralista ha participado en Amazonarte, el festival de muralización más grande en defensa y preservación de la Amazonía peruana, realizado en Tingo María, Huánuco.  Y como diseñadora, ha trabajado con marcas como Vans y Corona.
En el 2023, INDECOPI le otorga un premio por el Día Mundial de la Propiedad Intelectual, junto con una publicación con una lista de mujeres, donde Ximena aparece con personalidades como Chabuca Granda y María Reiche. En 2025, esta misma institución pública una guía titulada Mujeres creativas que transforman industrias, donde Ximena aparece entre 25 mujeres como destacadas creadoras.

## Premios
- Premio INDECOPI, Día Internacional de la Propiedad Intelectual.[1]